# Stoupa (Tschechien)
Stoupa, bis 1948 Starý Pochr (deutsch Alt Pocher, auch Altpocher) ist eine Wüstung auf dem Gebiet der Gemeinde Lesná (Schönwald) in Tschechien. Die erloschene Siedlung lag drei Kilometer nordöstlich von Georgenberg nahe der deutschen Grenze und gehört zum Okres Tachov.

## Geographie

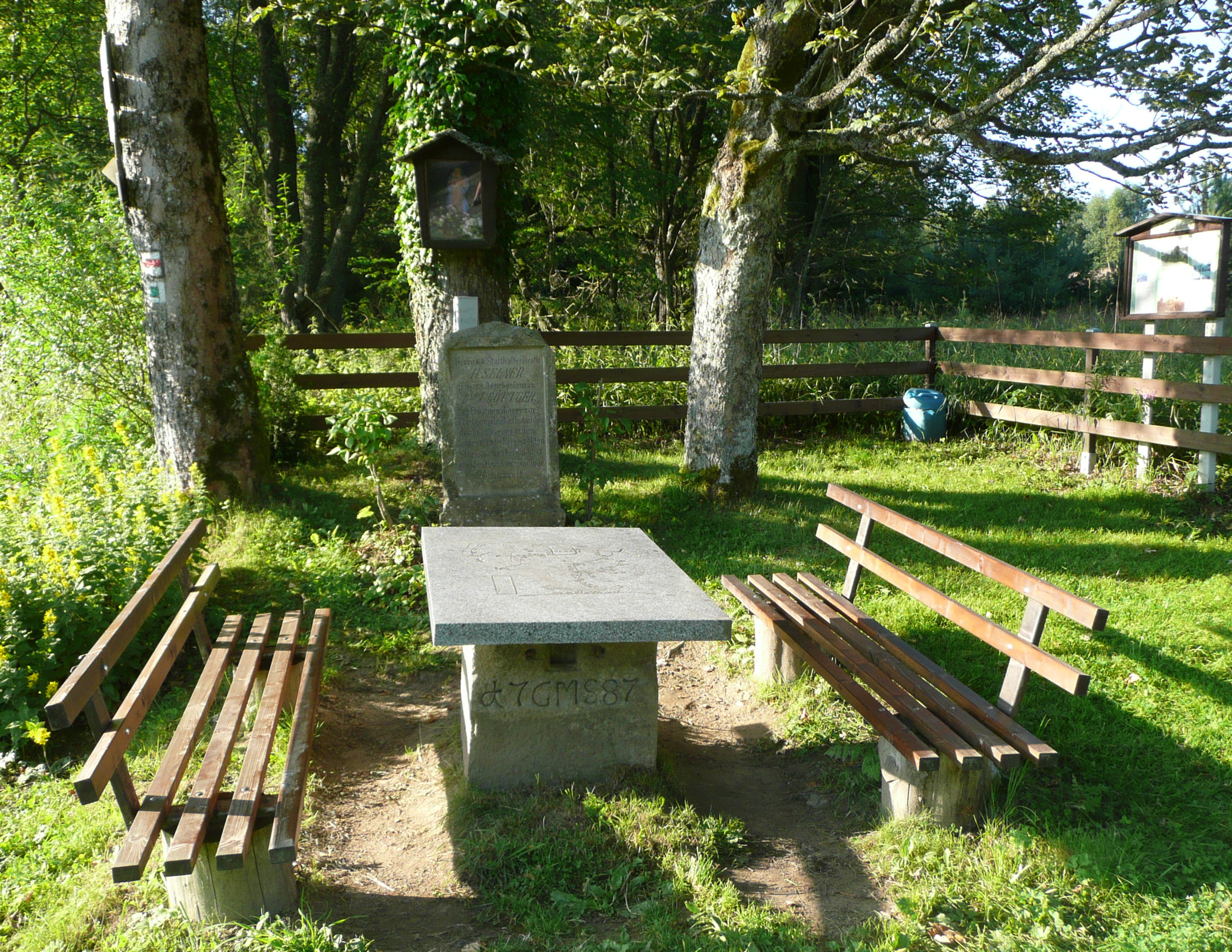
Denkmal der ehemaligen Ortschaft

Das Dorf befand sich an einem linken Zufluss zum Celní potok (Zollbach) am Rande eines ausgedehnten Waldgebietes im böhmischen Teil des Oberpfälzer Waldes (Český les). Nordöstlich erheben sich der Huťský vrch (Hüttenberg, 701 m n.m.) und der Seč (Hauberg, 773 m n.m.), im Osten der Štádlerův kopec (Stadlerberg, 772 m n.m.) und der Červený kopec (Hüttenberg, 695 m n.m.), südöstlich der Kňourek (Schweinberg, 729 m n.m), im Westen der Scharrerberg (678 m n.m.) und der Troidelberg (708 m ü. NHN) sowie nordwestlich der Hochried (803 m ü. NHN), der Elisenberg (783 m ü. NHN) und Kamenec (Steingeröll, 742 m n.m.). Die Wüstung liegt in einer wegen dem Eisernen Vorhang vollständig abgesiedelten Gegend im Landschaftsschutzgebiet Český les.
Nachbarorte waren Zlatý Potok (Goldbach) und Nová Knížecí Huť (Neu Fürstenhütte) im Norden, Stará Knížecí Huť (Alt Fürstenhütte) im Osten, Háje (Leierwinkel) und Zadní Zahájí (Hinter Waldheim) im Südosten, Česká Ves (Böhmischdorf) im Süden, Böhmisch Neuhäusl und Neudorf im Südwesten, Gehenhammer und Josefovo Údolí (Josefsthal) im Westen sowie Silberhütte und Skláře (Neu Windischgrätz) im Nordwesten.

## Geschichte
Der Ursprung der Siedlung liegt in einem Pochwerk zum Zerkleinern von Quarz für die Glaserzeugung, das vor 1710 im Zusammenhang mit der Gründung einer neuen Glashütte (Altfürstenhütte) durch die Ferdinand August Fürst von Lobkowitz auf dem Gebiet des mit der Gefürsteten Grafschaft Sternstein verbundenen Allodialgutes Waldheim errichtet wurde. Später wurden bei dem Pochwerk einige Dominikalhäuser errichtet. Bei der Gründung der Expositur St. Christoph wurde die Siedlung 1732 unter dem Namen Altbuchen als eine der eingepfarrten Ortschaften aufgeführt. 1757 wurde der Ort als alten Bucher bezeichnet, Betreiber des Pochwerkes war zu dieser Zeit Jakob Bauer. Im Kartenblatt der Josephinischen Landaufnahme aus den Jahren 1764–1767 ist er als alte buchen eingetragen. Mit der Stilllegung der Altfürstenhütte bestand auch kein Bedarf mehr für das Pochwerk; es wurde zum Wirtshaus umgebaut. In den Einwohnerlisten war die Siedlung jedoch immer Böhmischdorf zugerechnet und findet deshalb z. B. in Schallers Topographie des Königreichs Böhmen keine Erwähnung. Im Jahre 1786 wurde die Siedlung der neugegründeten Pfarrei Neulosimthal zugeordnet, wo auch der Schulunterricht stattfand. Der Glashüttenpächter der Neuen Fürstenhütte, Johann Baptist Dannhofer, ließ 1788 in der Nähe das Polier- und Schleifwerk Josephsthal anlegen. Im Jahre 1811 verkaufte Franz Joseph Maximilian von Lobkowitz das Gut Waldheim 1811 an Marquard Kotz von Dobrz, der es zwei Jahre später an Ernst Freiherr von Malowetz und Kosoř veräußerte. 1826 verlegte Ernst von Malowetz den Amtssitz des Gutes nach Neu Fürstenhütte.
Im Jahre 1835 wurden zu der im Pilsner Kreis gelegenen und nach Böhmischdorf konskribierten Siedlung Altpocher keine demographischen Angaben gemacht. Pfarrort war Neulosimthal. Bis zur Mitte des 19. Jahrhunderts blieb die Siedlung dem Gut Waldheim untertänig, Besitzer waren die Freiherren von Malowetz und Kosoř.
Nach der Aufhebung der Patrimonialherrschaften bildete Altpocher einschließlich Josephsthal ab 1850 einen Ortsteil der Gemeinde Böhmischdorf im Bezirk und Gerichtsbezirk Tachau. Im Jahre 1869 hatte das Dorf 257 Einwohner und bestand aus 20 Häusern. Im Jahre 1900 lebten in Alt Pocher 214 Personen, 1910 waren es 205.
Nach dem Zusammenbruch der k.k. Monarchie wurde das Dorf 1918 Teil der neu gebildeten Tschechoslowakei. Beim Zensus von 1921 lebten in den 23 Häusern von Alt Pocher 184 Personen, davon 180 Deutsche.  Der tschechische Name Starý Pochr wurde 1924 eingeführt. Im Jahre 1930 bestand Alt Pocher aus 29 Häusern und hatte 173 Einwohner, darin inbegriffen war der Weiler Josefsthal mit 14 Bewohnern in zwei Häusern. Die Familien lebten hauptsächlich vom Holzhauen. Ein Teil der Männer waren Steinmetze, andere arbeiteten als Hilfsarbeiter in den Granitwerken Flossenbürg. Bis 1938 gab es einen Konsumladen am Ort und bis zuletzt eine Gastwirtschaft. Nach dem Münchner Abkommen wurde Alt Pocher im Oktober 1938 dem Deutschen Reich zugeschlagen und gehörte bis 1945 zum Landkreis Tachau. Die jüdischen Besitzer der Schleiferei Josefsthal wurden enteignet und der Betrieb noch 1938 stillgelegt. Nach dem Ende des Krieges wurde Starý Pochr wieder Teil der Tschechoslowakei. Die deutschböhmische Bevölkerung wurde 1946 enteignet und vertrieben und der Ort nicht wiederbesiedelt. 1948 erfolgte die Umbenennung von Starý Pochr in Stoupa. Im Jahre 1950 waren die 29 Häuser von Stoupa nur noch von drei Personen bewohnt. Ursache des Untergangs war die Lage am Eisernen Vorhang. Die Zerstörung der meisten Häuser erfolgte in den Jahren 1950–1951. Auf den Fluren von Stoupa wurde 1951 eine Kompanie der Grenzwache stationiert, die auch einige Häuser des alten Dorfes weiter nutzte. Am 1. Juli 1952 erfolgte die Eingemeindung nach Lesná. Im selben Jahr wurde Stoupa auf Grund einer Verordnung des Innenministeriums der Tschechoslowakei vom 30. Juli 1948 offiziell für erloschen erklärt, diese betraf Grenzübergänge, alle Wege in Grenznähe und die Liquidierung von Bauten in einem etwa zwei Kilometer breiten Streifen entlang der Staatsgrenze. In Folge der Verlegung der Kompanie in die neuen Kasernengebäude bei Stará Knížecí Huť erfolgte 1985 der Abriss aller Gebäude in Stoupa. Die Dorfstelle diente danach als Weidefläche, wozu ein Rinderstall aus Stahl und Wellblech errichtet wurde.

## Ortsgliederung
Die Wüstung Stoupa gehört zum Ortsteil Stará Knížecí Huť und ist Teil des Katastralbezirks Česká Ves u Lesné.

## Sehenswürdigkeiten
Rastplatz im erloschenen Dorf:
- Gedenkstein der Gemeinde Böhmischdorf zum Dank für die Unterstützung der Bevölkerung durch den Statthaltereirat Heinrich Selner und den Bezirksobmann Josef Böttger während der Notstandszeit durch den 1892–1894 erfolgten Straßenbau, errichtet 1896, 1991 wiederaufgefunden
- Gedenkstein von Heimatvertriebenen
- Steinerner Tisch, den Sockel bildet ein im Ort gefundener behauener Stein mit Initialen und der Jahreszahl 1787